# Wintzenheim-Kochersberg
Wintzenheim-Kochersberg – miejscowość i gmina we Francji, w regionie Grand Est, w departamencie Dolny Ren.
Według danych na rok 1990 gminę zamieszkiwało 269 osób, a gęstość zaludnienia wynosiła 138 osób/km² (wśród 903 gmin Alzacji Wintzenheim-Kochersberg plasuje się na 615. miejscu pod względem liczby ludności, natomiast pod względem powierzchni na miejscu 672.).